# Крючков Борис Олексійович
Крючков Борис Олексійович (нар. 16 серпня 1935 року) — голова Мелітопольського міськвиконкому (1983—1990), почесний громадянин Мелітополя (2006).

## Біографія
Борис Крючков народився 16 серпня 1935 року. Закінчив Мелітопольський інститут механізації сільського господарства за фахом інженер-механік.
У 1960—1972 роках працював на Мелітопольському заводі холодильного обладнання імені 30-річчя ВЛКСМ. Почавши роботу інженером-технологом, через рік був висунутий на посаду старшого майстра, потім був заступником начальника та начальником складального цеху. З листопада 1969 по травень 1972 року Борис Крючков був секретарем партійної організації заводу.
У 1972—1983 роках працював у Мелітопольському міськкому КПУ на посадах завідувача відділу організаційно-партійної роботи та другого секретаря міськкому. У 1983 році був обраний головою виконавчого комітету Мелітопольської міської ради народних депутатів та обіймав цю посаду до 1990 року.
У 1990—1997 роках очолював Державну податкову адміністрацію Мелітополя. У 2000-х роках Борис Крючков був начальником санітарно-адміністративної інспекції Мелітополя.

## Нагороди та звання
- Почесний громадянин Мелітополя (22 вересня 2006)[2]